# DEKO-9 Magic
DEKO-9 Magic – samolot akrobacyjny.

## Konstrukcja samolotu
Samolot jest klasycznym dwuosobowym dwupłatem, z miejscami załogi w układzie tandem osłoniętymi jednoczęściową owiewką, oraz ze stałym podwoziem głównym i sterowanym kółkiem ogonowym.
Kadłub: Strukturę nośną kadłuba stanowi kratownica z rur duralowych łączona innowacyjnym, chronionym patentami rozwiązaniem tzw. węzłów kompozytowych.
Skrzydła: Konstrukcja dwudźwigarową z dźwigarami wykonanymi z rur duralowych i z mocowanymi do nich tłoczonymi z blachy duralowej żeberkami.
Usterzenia: wykonane jako konstrukcja spawana z cienkościennych rur stalowych.
Podwozie: Goleń sprężysta wykonana z kompozytu szklanego jako krzywoliniowa zbieżna rura.
Pokrycie samolotu wykonano z polskiej termokurczliwej tkaniny poliestrowej Dekonit o gramaturze 140 g/m², specjalnie w tym celu opracowanej. Dla upłynnienia bryły samolotu, przejścia kadłub-kabina, usterzenia – kadłub, końcówki skrzydeł i osłony silnika wykonano z kompozytu szklanego.
Silnik sześciocylindrowy PZL Franklin 6A-350C1R produkcji PZL Rzeszów, przystosowany do lotów odwróconych i napędzający trójłopatowe śmigło MT-Propeller MTV-9-D-C/C188-18a o hydraulicznie sterowanym skoku.

## Historia
Prototyp samolotu opracowano na zamówienie firmy niemieckiej Kaiser-Flugzeugbau GmbH. Budowę prototypu, badania wytrzymałościowe oraz badania w locie realizowano w Wojskowych Zakładach Lotniczych nr 3 Dęblin (później: Wojskowe Zakłady Lotnicze nr 1 S.A. oddział w Dęblinie]). W celu realizacji pracy powołano Zespół Samolotów DEKO kierowany przez ppłk. mgr inż. Wiesława Pochylskiego. W skład zespołu wchodzili m.in.: inż. Kazimierz Osipiak, tech. Marek Dębek oraz tech. Jacek Capała. Powstała także Pracownia Kompozytów oraz Pracownia Prób Wytrzymałościowych. Pracownię Prób Wytrzymałościowych wyposażono w specjalnie zbudowaną klatkę do badań wytrzymałościowych samolotów lekkich oraz w namiot termiczny umożliwiający badania struktur kompozytowo-metalowych w podwyższonych temperaturach. Prace projektowe, budowa prototypów i koniecznej infrastruktury zajęły okres od 1996 do 1998 roku.

## Zespół konstrukcyjny
Dr inż. Marek Dębski i  mgr inż. Krzysztof Kotliński – Gł. Konstruktorzy, oraz mgr inż. Marian Jakoniuk, mgr inż. Witold Wiraszka, inż. Brunon Biernacki i dr inż. Daniel Dębski.

## Obliczenia i badania wytrzymałościowe
Mgr inż Włodzimierz Urbaniak – obciążenia, dr inż. Andrzej Szot – obliczenia MES, mgr inż. Jerzy Mularczyk – badania wytrzymałości statycznej, dr inż. Wojciech Chajec – analizy flatterowe, mgr inż. Jakub Kulecki – badania korkociągu na modelu samolotu w pionowym tunelu aerodynamicznym Politechniki Warszawskiej.

## Badania w locie

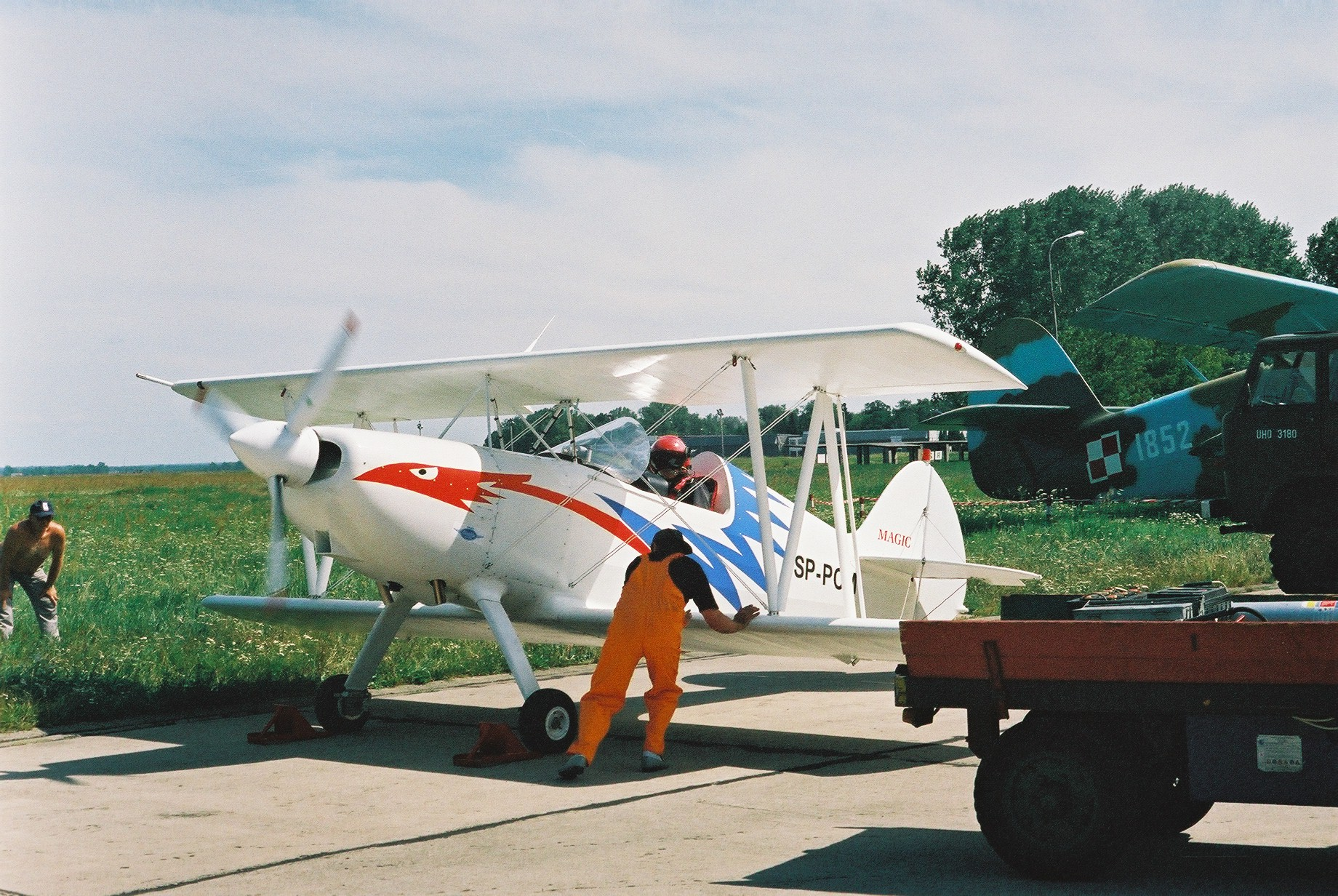
Przed startem

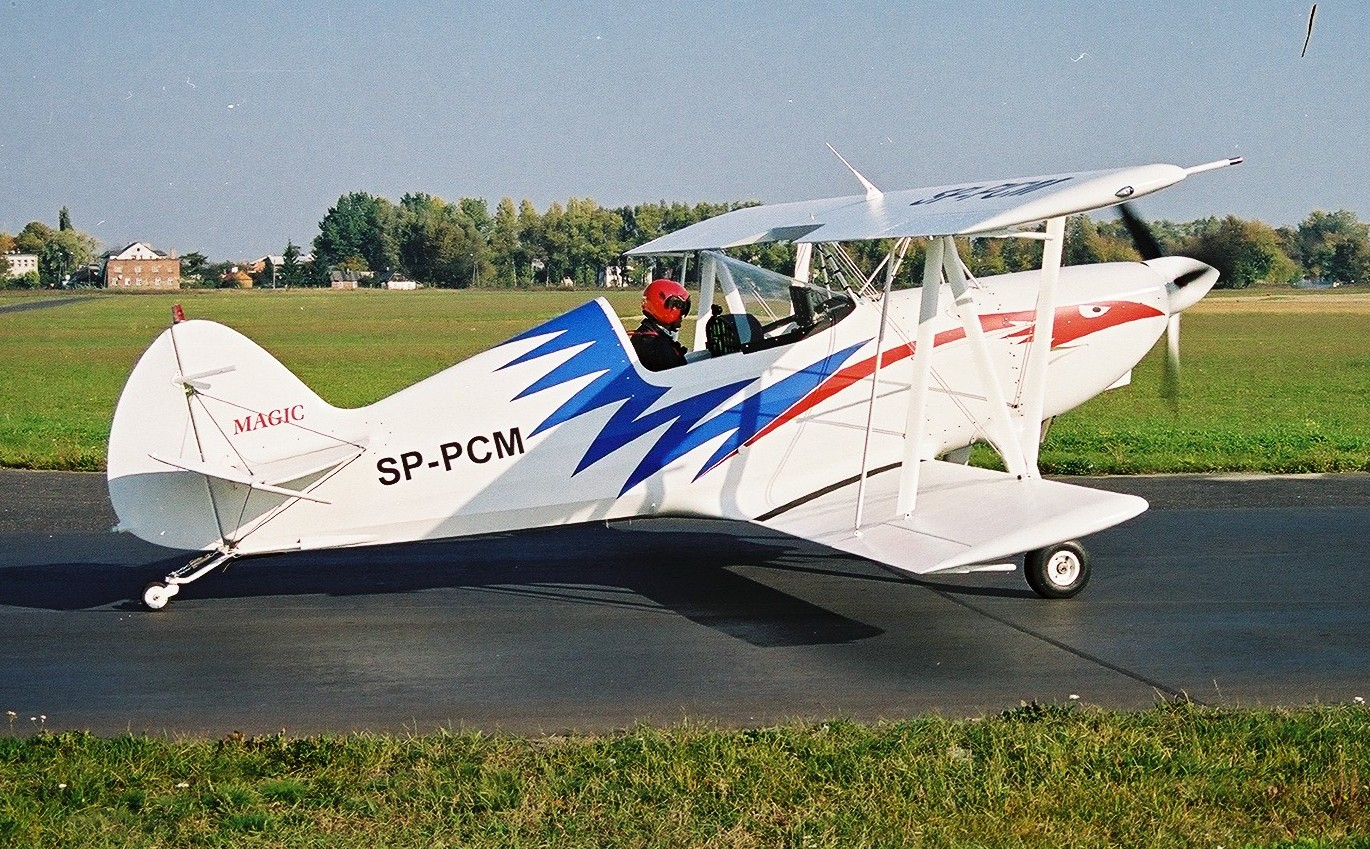
Kołowanie na start

Oblot samolotu i badania w locie wykonał pilot doświadczalny mgr inż. Maciej Aksler.

## Prezentacja samolotu
Samolot był prezentowany na wystawach lotniczych: ILA Berlin 1998 i 2000 oraz Fredrichshafen AERO 1999 i 2001.

## Przeznaczenie
Głównym przeznaczeniem samolotu były loty rekreacyjno- akrobacyjne oraz szkolno-treningowe.

## Inne wersje samolotu
Opracowano także wersję samolotu napędzanego  czterocylindrowym silnikiem Franklin 4A-235B4 o mocy 92 kW(125 KM) i z odkrytą kabiną załogi.

## Prace naukowo-badawcze

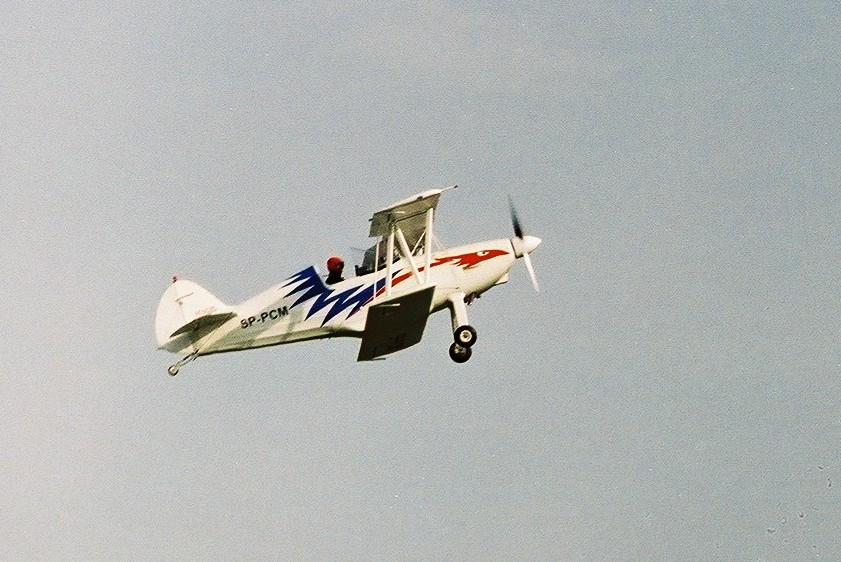
Badania w locie

W trakcie budowy prototypu wykonano projekt badawczy. W ramach tego projektu przeprowadzono badania wytrzymałości statycznej i zmęczeniowej izolowanych węzłów, jak i kratownicy kadłuba samolotu, jako przykładu zastosowania koncepcji węzłów kompozytowych do lotniczych struktur nośnych. Wyniki tych badań zostały także poddane analizie w rozdz. 9 Composite joints as a method of fatigue strength increase of airplanes structure – idea, tests and applications raportu raportu wykonanego w ramach europejskiego projektu badawczego CESAR (Cost-Effective Small AiRcraft - Inegrated Project).
Kontynuacją tych badań były badania tłumienia drgań w węzłach kompozytowych zrealizowane w ramach projektu badawczego nr NN501 133738. Wyniki badań zawarto w rozdziale drugim monografii. Więcej informacji na temat tej i innych konstrukcji DEKO przedstawiono w jednym z wykładów cyklu prezentującego polską technikę lotniczą.